# Valor econòmic afegit
En les finances corporatives, com a part de l'anàlisi fonamental, el valor afegit econòmic (en anglès economic value added o EVA) és una estimació del benefici econòmic d'una empresa, o el valor creat per sobre de la rendibilitat requerida dels accionistes de l'empresa.
L'EVA és el benefici net menys la càrrega de capital ($) per augmentar el capital de l'empresa. La idea és que el valor es crea quan el rendiment del capital econòmic emprat de l'empresa supera el cost d'aquest capital. Aquest import es pot determinar fent ajustos a la comptabilitat estàndard. Hi ha potencialment més de 160 ajustos, però a la pràctica només se'n fan alguns de claus, segons l'empresa i la seva indústria.

## Càlcul
L'EVA és el benefici net d'explotació després d'impostos (o NOPAT) menys una càrrega de capital, aquest últim és el producte del cost del capital i el capital econòmic. La fórmula bàsica és:
{\displaystyle {\begin{aligned}{\text{EVA}}&=({\text{ROIC}}-{\text{WACC}})\cdot ({\text{actius totals}}-{\text{passiu corrent}})\\[8pt]&={\text{NOPAT}}-{\text{WACC}}\cdot ({\text{actius totals}}-{\text{passiu corrent}})\end{aligned}}}
on:
- {\displaystyle {\text{ROIC}}={\frac {\text{NOPAT}}{{\text{actius totals}}-{\text{passiu corrent}}}}} és la rendibilitat del capital invertit ;
- {\displaystyle ({\text{WACC}})\,} és el cost mitjà ponderat del capital (WACC);
- {\displaystyle ({\text{actiu total}}-{\text{passiu corrent}})\,} és el capital econòmic emprat (actiu total − passiu corrent);
- NOPAT és el resultat net d'explotació després d'impostos, amb ajustos i traduccions, generalment per a l'amortització del fons de comerç, la capitalització de la publicitat de marca i altres partides no efectius.

Càlcul EVA:
EVA = benefici net d'explotació després d'impostos: una càrrega de capital [el mètode d'ingressos residuals]
per tant EVA = NOPAT – (c × capital), o alternativament
EVA = ( r × capital) – ( c × capital) de manera que
EVA = ( r − c ) × capital [el mètode de dispersió o mètode de rendiment de l'excés]
on
r = taxa de rendibilitat, i
c = cost del capital, o cost mitjà ponderat del capital (WACC).
Els NOPAT són els beneficis derivats de les operacions d'una empresa després dels impostos en efectiu però abans dels costos de finançament i dels assentaments comptables no efectius. És el conjunt total de beneficis disponible per proporcionar un retorn en efectiu a aquells que proporcionen capital a l'empresa.
El capital és la quantitat d'efectiu invertit en l'empresa, net de l'amortització. Es pot calcular com la suma del deute i el patrimoni net que devenen interessos o com la suma dels actius nets menys els passius corrents no remunerats (NIBCL).
La càrrega de capital és el flux d'efectiu necessari per compensar els inversors pel risc de l'empresa donada la quantitat de capital econòmic invertit.
El cost del capital és la taxa mínima de rendibilitat del capital necessària per compensar els inversors (deute i capital) per assumir el risc, el seu cost d'oportunitat.
Es pot obtenir una altra perspectiva sobre l'EVA mirant el rendiment d'una empresa sobre els actius nets (return on net assets o RONA). El RONA és una ràtio que es calcula dividint el NOPAT d'una empresa per la quantitat de capital que empra (RONA = NOPAT/Capital) després de fer els ajustos necessaris a les dades informades per un sistema de comptabilitat financera convencional.
EVA = (RONA - rendiment mínim requerit) × inversions netes
Si el RONA està per sobre del llindar, l'EVA és positiu.

## Comparació amb altres enfocaments
Altres mètodes que segueixen una lògica semblant inclouen la valoració d'ingressos residuals (RI) i el flux d'efectiu residual. Malgrat que l'EVA comparteix semblances amb els ingressos residuals, segons certes interpretacions, poden existir petites discrepàncies tècniques entre EVA i RI (com ara les modificacions que es podrien aplicar al NOPAT abans que sigui considerat apte per a l'ús en la fórmula corresponent). El flux d'efectiu residual és, per altra part, una denominació considerablement més antiga que fa referència als guanys econòmics. En totes tres instàncies, el concepte de cost monetari del capital fa al·lusió a una quantitat específica de diners més que a un percentatge del cost de capital; paral·lelament, els ajustos a NOPAT són particulars de l'EVA.
Tot i que en concepte, aquests enfocaments no són en cert sentit més que la idea tradicional i de sentit comú de "benefici", la utilitat de tenir un terme més precís com EVA és que fa una separació clara dels ajustos comptables dubtosos que han permès a les empreses com Enron per informar de beneficis mentre s'acosta a la insolvència.
Altres mesures del valor per a l'accionista inclouen:
- Plusvàlua
- Valor afegit de mercat
- Rendiment total per a l'accionista

## Valor afegit de mercat
El valor afegit de mercat de l'empresa, és el valor afegit que una inversió crea per als seus accionistes sobre el capital total invertit per aquests. El MVA és la suma descomptada (valor actual) de tot el valor afegit econòmic futur esperat:
{\displaystyle {\text{MVA}}=V-K_{0}=\sum _{t=1}^{\infty }{{\text{EVA}}_{t} \over (1+c)^{t}}}
Tingueu en compte que MVA = PV d'EVA.
Més clar és que com que MVA = VAN del flux de caixa lliure (FCF) es dedueix, per tant, que el
VAN de FCF = PV de EVA;
ja que després de tot, EVA és simplement la reordenació de la fórmula FCF.

## Costos basats en processos
El 2012, Mocciaro Li Destri, Picone i Minà van proposar un sistema de mesura de rendiment i costos que integra els criteris EVA amb el cost basat en processos (PBC). La metodologia EVA-PBC ens permet implementar la lògica de gestió EVA no només a nivell d'empresa sinó també a nivells inferiors de l'organització. La metodologia EVA-PBC té un paper interessant a l'hora de tornar l'estratègia a les mesures de rendiment financer.